# Paolo Arata
Paolo Arata (Genova, 29 marzo 1950) è un dirigente d'azienda e politico italiano.

## Biografia
Laureato in scienze biologiche nel 1974 all'Università degli Studi di Genova. Contrattista con il CNR, nel 1982 è nominato direttore generale dell’ente pubblico "Icram" (Istituto centrale per la ricerca scientifica e tecnologica applicata al mare) e nel 1989 è nominato dal governo Andreotti, su proposta del ministro dell'Ambiente, commissario per l'emergenza mucillagine in Adriatico. Riconfermato dai ministri della marina mercantile Carlo Vizzini e Ferdinando Facchiano fino al 1992.
Nel 1994 assume l'incarico di docente di ecologia della Pontificia Università Antonianum.
Nel 1994 è eletto deputato alla Camera nella circoscrizione Toscana per la lista di Forza Italia, con il sistema proporzionale, e fa parte della commissione Ambiente, territorio e lavori pubblici e della commissione d'inchiesta sul ciclo dei rifiuti . L'esperienza parlamentare si conclude nel 1996. 
Viene nominato vice presidente del forum Energia Ambiente nel 1998.
Ricopre il ruolo di advisor per aziende all’estero del settore energia, e dal 2015 è amministratore di alcune società operanti nel settore delle energie rinnovabili in Italia. 
Nel 2017 partecipa a un convegno della Lega Nord sulle energie alternative.. Sponsorizzato dall'allora sottosegretario alle Infrastrutture Armando Siri, Arata è stato consulente per l'energia del ministro Matteo Salvini.

## Procedimenti giudiziari
Il 19 aprile 2019 viene indagato per corruzione, insieme all'allora sottosegretario leghista Armando Siri, nell'ambito di una indagine della procura di Palermo su alcune aziende nel campo delle energie rinnovabili .
Il 12 giugno, nell'ambito di quella inchiesta, viene arrestato insieme al figlio, con l'accusa di corruzione, autoriciclaggio e intestazione fittizia di beni . Posto ai domiciliari, torna in libertà nel febbraio 2020.